# Жидовин
Жидови́н (от жид) — богатырь из русского эпоса, враг и поединщик Ильи Муромца, герой былины «Илья Муромец и чужеземный богатырь-нахвальщик». По сюжету былины, неизвестный всадник проехал из земли из Жидовской мимо богатырской заставы в Цыцарской (Цуцорской?) степи. Богатыри решаются на погоню. Выбор падает на податаманье (старший помощник атамана) Добрыню, поскольку Гришка боярский сын, Васька Долгополый и есаул Алёша Попович недостаточно хороши для погони — один хвастлив, другой неповоротлив, а третий корыстен. Однако, увидев всадника, Добрыня Никитич уехал на заставу богатырскую. Только атаман Илья Муромец решается на схватку с неизвестным всадником. Сначала поединщики сражаются на копьях, потом на палицах, а затем врукопашную. Илья, чуть не проиграв схватку, всё-таки побеждает и отрубает ему голову.
По мнению ряда исследователей, отражает борьбу русского государства с Хазарией (часть хазар исповедовала иудаизм, иудеев на Руси называли жидами). Другим персонажем «хазарского» происхождения в русских былинах является Михайло Козарин.